# Trichanomala trichaspis
Trichanomala trichaspis är en skalbaggsart som beskrevs av Ohaus 1915. Trichanomala trichaspis ingår i släktet Trichanomala och familjen Rutelidae. Inga underarter finns listade i Catalogue of Life.